# Cycle des nucléotides puriques

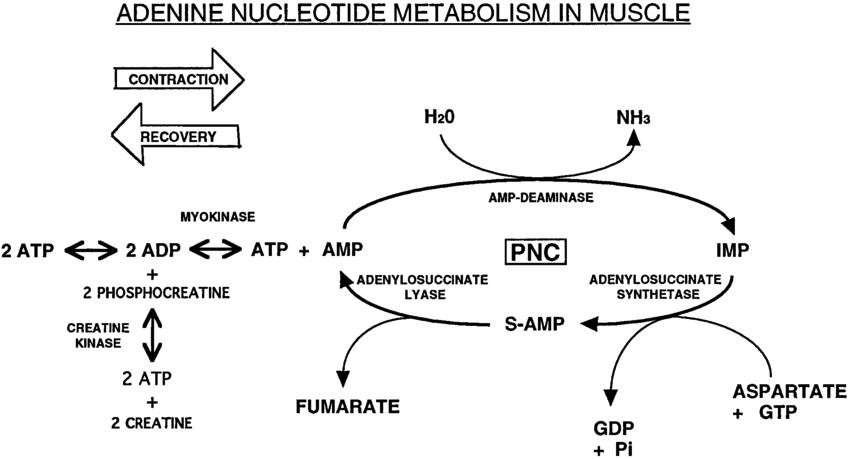
Diagramme du cycle des nucléotides puriques

Le cycle des nucléotides puriques est une voie métabolique produisant du fumarate à partir d'aspartate en augmentant la concentration intracellulaire des métabolites du cycle de Krebs. Il a été décrit pour la première fois par John Lowenstein, qui a mis en évidence le rôle de ce métabolisme particulier dans la stimulation de la chaîne respiratoire dans le muscle squelettique.
Le cycle se compose de trois réactions catalysées par des enzymes. Il commence par la désamination de l'AMP en IMP par l'AMP désaminase :
AMP + H2O → IMP + NH4+.
Puis l'adénylosuccinate synthétase catalyse la formation d'adénylosuccinate à partir d'IMP et d'aspartate, avec hydrolyse concomitante d'une molécule de GTP en GDP et Pi :
Aspartate + IMP + GTP → adénylosuccinate + GDP + Pi.
Enfin, l'adénylosuccinate est clivé en fumarate et AMP par l'adénylosuccinate lyase :
Adénylosuccinate → AMP + fumarate.
L'AMP utilisée en début de cycle est ainsi régénérée.